# Gondwanamyces
Gondwanamyces — рід грибів родини Ceratocystidaceae. Назва вперше опублікована 1998 року.